# Melwood
Melwood, en West Derby, Liverpool, es el campo de entrenamiento del Liverpool FC. No se encuentra junto al Liverpool F.C. Academy, la cual se halla en Kirkby.

## Origen
Melwood se sitúa en West Derby, un barrio en la parte norte de la ciudad inglesa de Liverpool. La ubicación donde actualmente se encuentran las instalaciones pertenecían al colegio local St Francis Xavier. Su nombre viene de la contracción de los nombres de dos religiosos de ese centro escolar, los curas Melling y Woodlock. 

## Descripción
La instalación está rodeada por altos muros con alambradas. En la entrada por la puerta principal, tras pasar la valla de seguridad, se encuentran los campos de entrenamiento en el lado izquierdo, al fondo tenemos el edificio principal y frente a él un pequeño aparcamiento. En la recepción se atienden las visitas y unas escaleras al fondo conducen a las oficinas. A destacar el amplio despacho del mánager, Brendan Rodgers, así como la sala de edición de video y otra en la que se preparan las tácticas de los partidos. Disponen de una amplia videoteca compartidos de todas las ligas europeas de fútbol.
Desde enero de 2001 disponen del Millennium Pavillion, unas modernas instalaciones para entrenar así como de una nueva sala de prensa con capacidad para 50 personas. 
En la planta baja se ubica un gimnasio, siempre a la misma temperatura, con los últimos avances como una máquina que sirve para medir los desequilibrios posturales de los jugadores. Separado por un cristal se halla una piscina de 15 metros de longitud con el escudo grabado del club al fondo. Además hay saunas, jacuzzi, baño de recuperación y una sala donde trabajan los fisioterapeutas con seis camillas de tratamiento. En el mismo pasillo a mano derecha hay un amplio vestuario cercano a la entrada de los campos de entrenamiento y al salir unas estanterías de madera donde los jugadores ubican sus botas. Una lavandería cercana, con hasta cuatro lavadoras industriales, se encargan de limpiar toda la vestimenta deportiva.
En el piso superior nos encontramos el comedor con autoservicio y comida variada, mayormente pasta, amplias vistas con balcones a los campos de entrenamiento y sala recreativa con billares, sofás y un gran monitor de televisión. A la entrada de dicha sala, a la derecha, se encuentra un apartado para visitantes y familiares.
Con la entrada de Rafael Benítez, se ha modificado notablemente las instalaciones, claro ejemplo son las pequeñas habitaciones que se han instalado para que los jugadores puedan descansar y concentrarse antes de los partidos.

### Dirección
Melwood Training Grounds, Melwood Drive, West Derby, Liverpool L12 8SV
Para llegar desde el centro de Liverpool, lo más recomendable tomar la línea 422 de autobús en Queen Square, dirección a Barons Hey y bajar en Deysbrook Lane, a la altura de Crown Road. La entrada principal se encuentra en una calle paralela, Bevan´s Lane.

## Imágenes

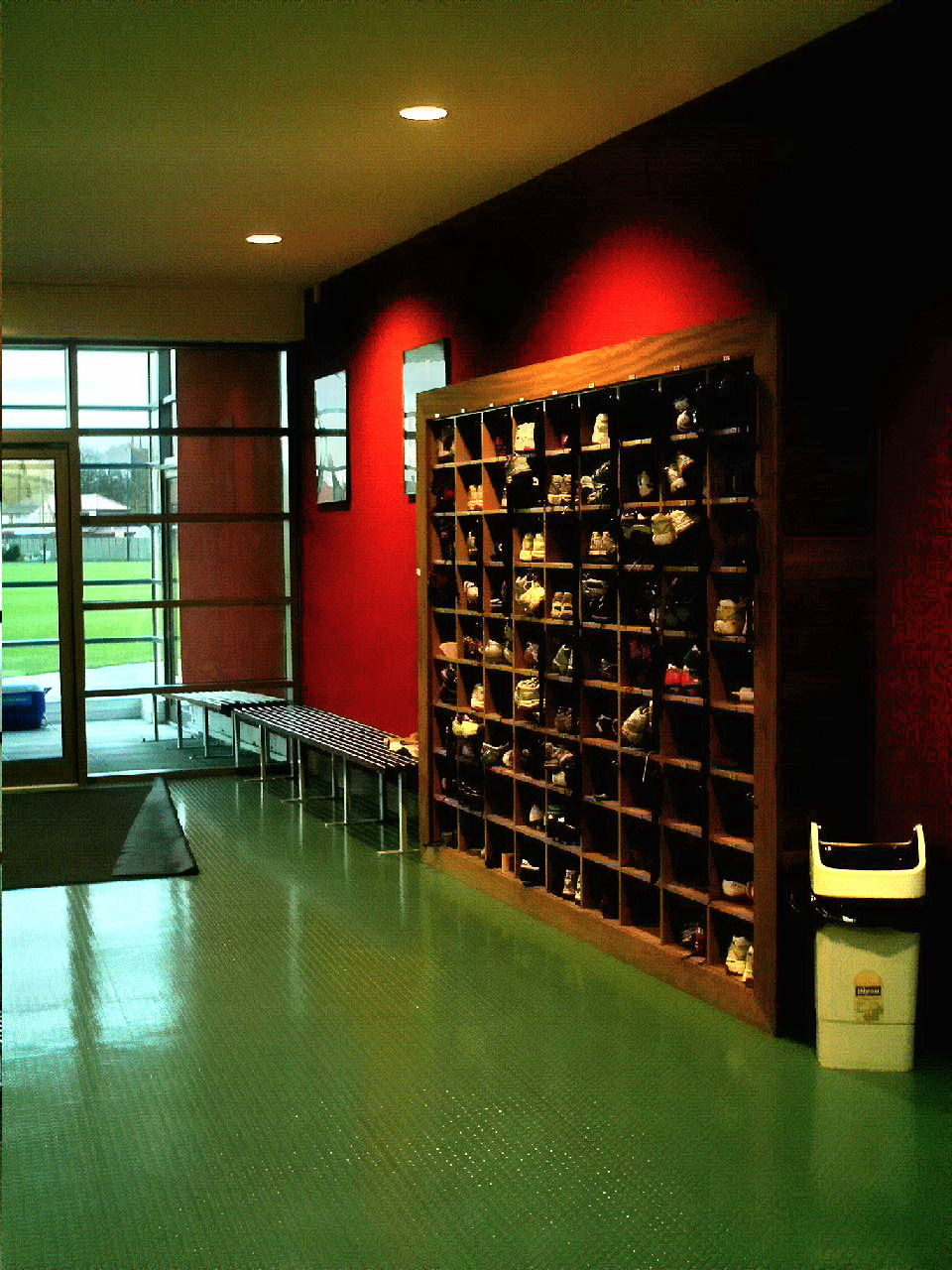
Estanterías para botas
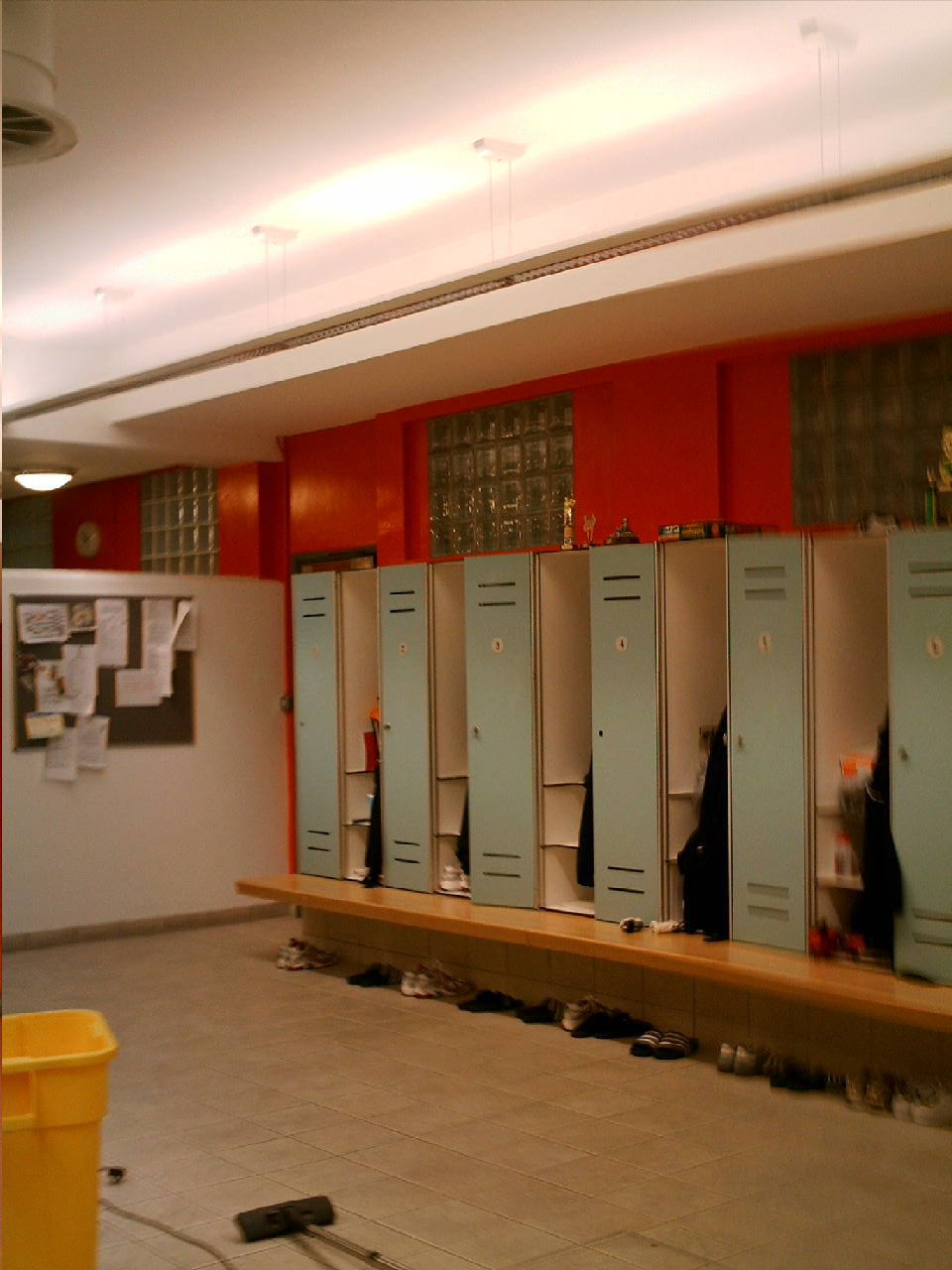
Vestuario
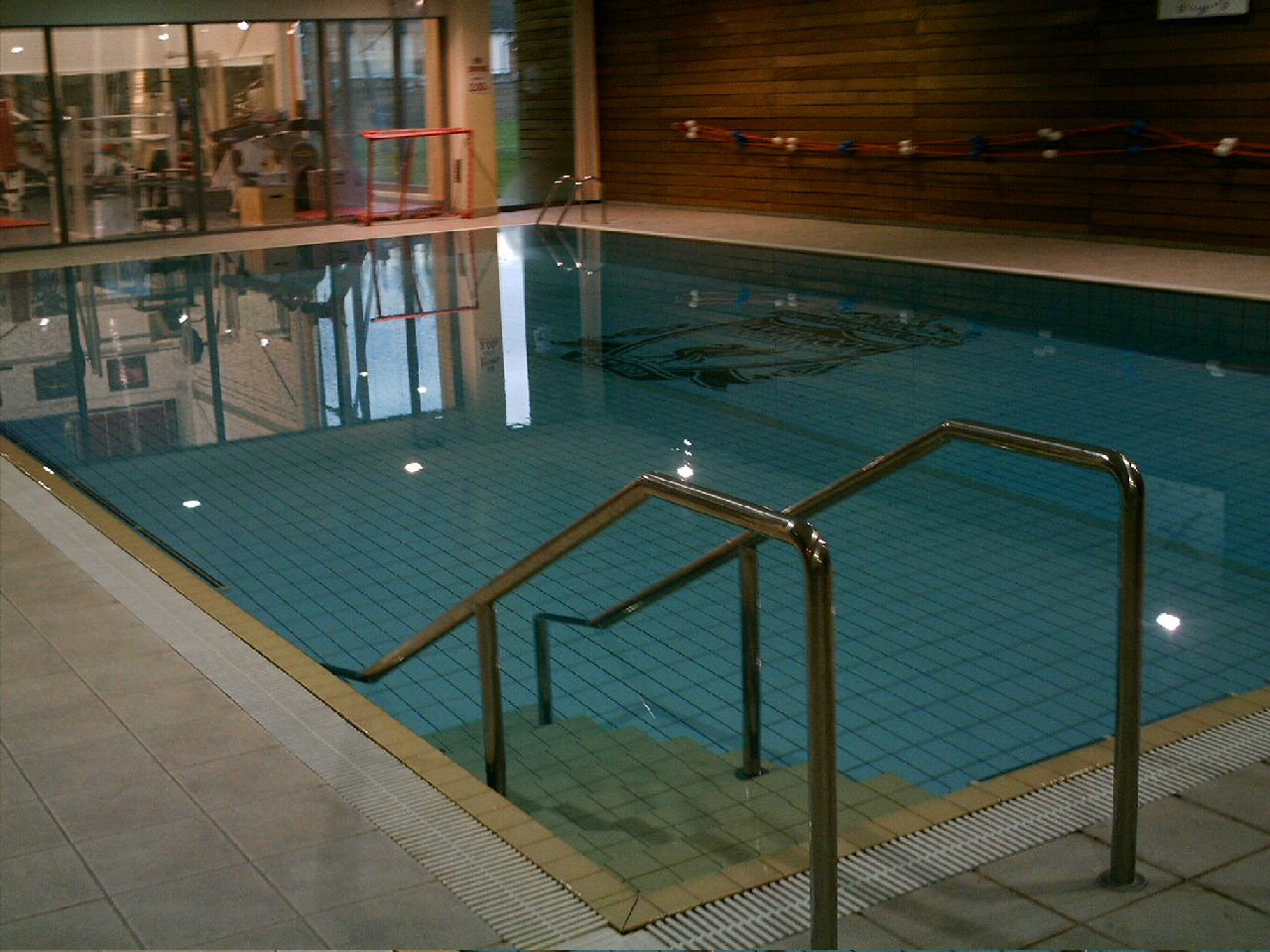
Piscina
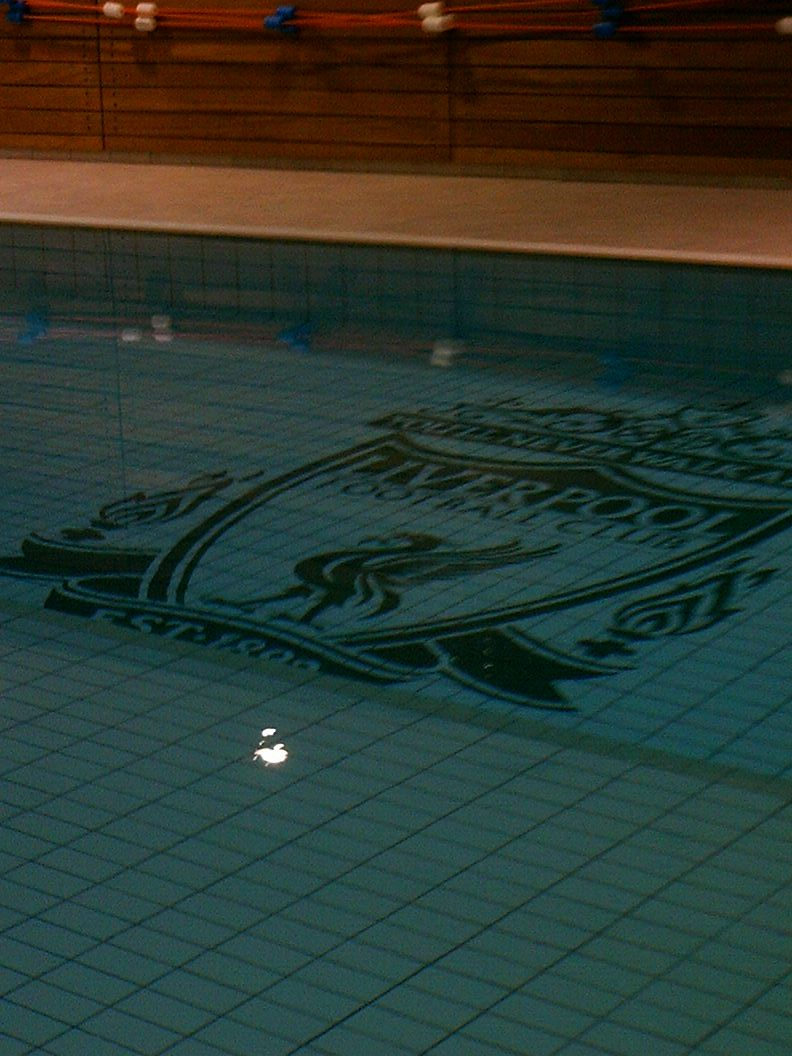
Detalle de la piscina